# Federació d'Andalal
La federació d'Andalal era una comunitat independent del Daguestan. Les principals poblacions eren Chokh i Sogratl al modern districte de Gunisky. Chokh fou durant segles un "aul" independent no subordinat a cap poder i junt amb 19 pobles de l'entorn va formar la confederació d'Andalal de població àvar. Els habitants eren bons comerciants.
Va donar suport al kan de Kazi Kumukh contra Nadir Shah als anys 1730. El 1741 es va lliurar la batalla d'Andalal en la que Nadir Xah fou derrotat severament. El 1813 el tractat de Gulistan va deixar la zona en mans de Rússia i els habitants d'Andalal van reconèixer la sobirania russa. El 1834 les comunitats d'Andalal i Koisubu van reconèixer la sobirania de l'imam Xamil. La lluita va persistir fins a 1854. La regió té fama de comunista, poc religiosa (musulmana), i manté almenys una estàtua de Stalin a Chokh.